# Veículo zero emissões

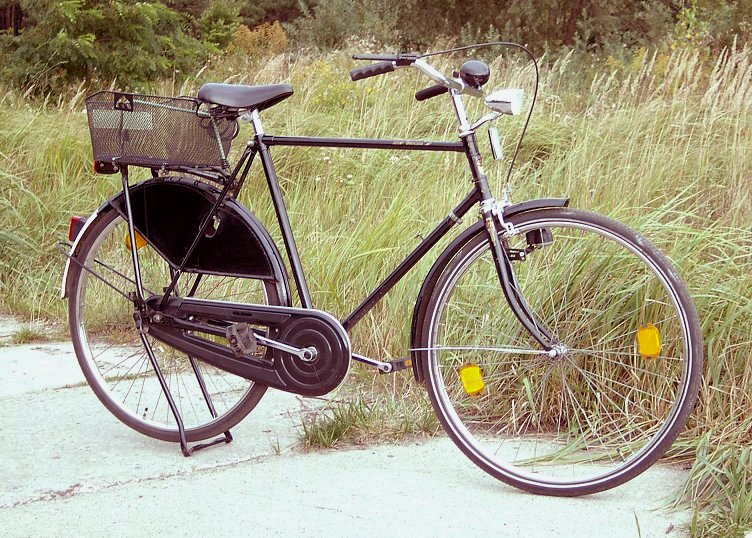
Uma bicicleta citadina, o veículo particular zero-emissões mais popularmente utilizado no mundo

Os Veículos Zero Emissões (VZE) são meios de transporte que por conterem apenas locomoção por meios elétricos, musculares do ser humano ou forças da natureza como o vento, não emitem para a atmosfera durante a sua locomoção quaisquer gases com efeitos de estufa ou nocivos para a saúde humana, como por exemplo dióxido de carbono ou monóxido de carbono respetivamente, contribuindo assim para o melhoramento do ambiente e para a qualidade de vida nas cidades.
Incluem-se neste grupo os veículos que obtêm a sua locomoção através do sistema muscular do ser humano como bicicletas, trotinetas (português europeu) ou patinetes (português brasileiro), veículos com pilhas de combustível movidos por hidrogénio, veículos elétricos com baterias, veículos que utilizam a energia solar através de painéis fotovoltaicos, ou a energia eólica através de velas, assim como veículos a gás comprimido. Ainda se incluem certos transportes públicos como o elétrico (português europeu) ou bonde (português brasileiro), o comboio (português europeu) ou trem (português brasileiro), o metropolitano, o funicular ou o elevador.
Por norma estes veículos emitem valores muito menores de ruído ou poluição sonora devido ao seu princípio de funcionamento em comparação com um motor de combustão interna.

## Lista de veículos

### Bicicleta
A Bicicleta é o VZE mais comum conhecido pelo mundo. Quer obtenha a energia para a sua locomoção através do sistema muscular, ou através de energia elétrica, a bicicleta não emite para a atmosfera, durante a sua locomoção, qualquer gás nocivo para a saúde ou o ambiente. A bicicleta converte energia alimentar, armazenada no corpo humano, em energia cinética.

### Velomóvel
O Velomóvel é um velocípede (sendo assim um veículo zero emissões (VZE) de propulsão humana), podendo ser assistido por um motor elétrico, normalmente com três rodas e com uma carroçaria para proteção do passageiro e com fins aerodinâmicos.

### Segway
O Segway é um meio de transporte de duas rodas, que funciona a partir do equilíbrio do indivíduo que o utiliza. Converte energia elétrica armazenada nas suas baterias, em energia cinética, não libertando qualquer gás nocivo durante a sua locomoção.

### Veículo propulsionado a vento
São veículos que fazem uso do vento para a sua locomoção. Os mais clássicos são os veleiros, largamente usados durante a Época dos Descobrimentos e na antiguidade, para deslocação marítima. Podem hoje em dia ser também para deslocação terrestre podendo ter aerogeradores, que carregando baterias ligadas a um motor elétrico dão propulsão ao veículo.

### Veículo solar
Um veículo solar é um veículo que utiliza a energia solar, para a sua locomoção. No caso mais comum, o carro solar contém um painel fotovoltaico que converte a energia do Sol em energia elétrica que alimenta um motor elétrico. É composto também por uma bateria, para os casos em que a luz solar é insuficiente para a locomoção exigida, podendo esta ser carregada quando o carro está parado.

### Veículo com motor de combustão interna a hidrogênio
Trata-se de um veículo movido a hidrogênio onde este é queimado num motor de combustão interna convencional adaptado.

### Automóvel elétrico
O automóvel elétrico, é um automóvel movido somente através de um motor elétrico, cuja locomoção é obtida através da energia armazenada em baterias.